# Gertie Jung
Gertie Jung Johansen (født 22. september 1943 i Frederiksberg) er en dansk skuespiller.
Jung blev oprindeligt uddannet bibliotekar. Senere læste hun hos Søren Weiss og fulgte kurser på Kunstakademiet, Filmskolen og Statens Teaterskole, ligesom hun gik på skuespilskole i New York. Gennem sin karriere har hun spillet en række roller på teatret, bl.a. var hun tilknyttet Gladsaxe Teater i en periode. Hun har desuden medvirket i en række film, hvoraf de mest kendte er de såkaldte sengekantsfilm.

## Filmografi
- Fantasterne (1967)
- Sådan er de alle (1968)
- Sonja - 16 år (1969)
- Den røde rubin (1969)
- Pigen fra Egborg (1969)
- Farlig sommer (1969)
- Smil Emil (1969)
- Tandlæge på sengekanten (1971)
- Motorvej på sengekanten (1972)
- Rektor på sengekanten (1972)
- Takt og tone i himmelsengen (1972)
- Romantik på sengekanten (1973)
- Overklassens hemmelige sexglæder (1974)
- Piger i trøjen (1975)
- I løvens tegn (1976)
- Aftenlandet (1977)
- Pas på ryggen, professor (1977)
- Historien om en moder (1979)